# Elminie à tête noire
Elminia nigromitrata
Espèce
Statut de conservation UICN

 LC  : Préoccupation mineure
L'Elminie à tête noire (Elminia nigromitrata) est une espèce de passereaux de la famille des Stenostiridae.
Cet oiseau est répandu dans les forêts décidues humides tropicales et subtropicales en Afrique équatoriale.